# Jean-Louis Lombard
Pour les articles homonymes, voir Lombard.
Jean-Louis Lombard fut un savant, professeur de mathématiques et écrivain militaire français, né le 23 août 1723, à Strasbourg, mort le 1er avril 1794, à Auxonne, qui eut notamment Napoléon Bonaparte comme élève.

## Biographie

### Le savant
À dix-huit ans, il était docteur en philosophie et à vingt, avocat au conseil souverain d’Alsace. Après avoir passé quatre années à Paris, étudiant tour à tour les mathématiques et physiques, les langues anciennes et la jurisprudence, il se rendit à Metz dans l’intention d’y suivre la carrière du barreau ; ce fut là qu’il connut Robillard, professeur aux écoles d’artillerie, qui lui donna sa fille en mariage et en même temps la place qu’il occupait à l’école de cette ville (1748).

La même année, il découvre la traduction allemande faite par Euler de l’ouvrage de Benjamin Robins « Nouveaux principes d’artillerie (News principles of gunnery) » qu’il va traduire en français. La traduction de l’ouvrage sera pour lui une incitation à procéder à une vérification des principes par l’expérience.

### Le professeur
En 1759, il fut appelé, lors de la création de l’École royale d’artillerie d’Auxonne, pour y enseigner les mathématiques et l’art de l’artillerie.

C’est au polygone de Tillenay, proche d'Auxonne, où se déroulent les exercices de tir, qu’il fera ses expérimentations dont il consignera les résultats dans un recueil publié en 1787, intitulé Tables du Tir des canons et des obusiers qui sera encore cité en 1830.

### Son élèveNapoléon
En 1788, Lombard eut Napoléon Bonaparte, alors lieutenant au régiment de la Fère, comme élève. Le professeur Lombard savait apprécier les hommes, et l’on cite comme une preuve de sa sagacité l’opinion que l’élève Napoléon Bonaparte, lui avait inspirée : « ce jeune homme, disait Lombard ira très loin ». Et l’élève Bonaparte reconnaissait l’école —sans doute grâce aux talents de Lombard— comme « la seule où les officiers fussent à même de s’instruire ».

### Le jugement de ses pairs
Cette élogieuse appréciation de Lombard était confirmée par La Mortière, Inspecteur général de l’Artillerie, dans le rapport qu'il établit en 1789, et qui disait : « Je viens de citer à l’instant le professeur de mathématiques chargé de l’instruction théorique. Il en est peu qui possède autant de talents pour conduire les jeunes gens aux connaissances sublimes des mathématiques, il ne se borne pas aux démonstrations publiques des salles ; il tient chez lui des conférences auxquelles les jeunes gens qui veullent acquérir des connaissances plus étendues se rendent et beaucoup en savent profiter. Il les conduit souvent sur le terrain pour y faire l’application des principes de géométrie à la levée des plans et aux tracés des fortifications de campagne ».

### Ouvrages
On a de ce savant professeur : 
- Nouveaux principes d’artillerie de Benjamin Robins, trad. de l’allemand avec des notes ; Dijon et Paris, 1783, in-8° ; cette traduction, qui lui coûta trois années de travail, contient le commentaire d’Euler et divers morceaux extraits des Transactions philosophiques, et des Mémoires de l’académie de Pétersbourg,
- Tables du Tir des Canons et Obusiers, avec une instruction pour s’en servir ; Auxonne, 1787, 1802, in-8°,
- Instruction sur la Manœuvre et le Tir du Canon de bataille, 1792, in-8° fig. ; rédigée à l’usage des canonniers volontaires,
- Traité du Mouvement des Projectiles appliqué au tir des bouches à feu ; Dijon, 1797, in-8° ; publié par les soins d’Amanton, alors maire d’Auxonne.

À diverses reprises Lombard avait été chargé par les gouvernements de composer des ouvrages qu’il ne put, à cause des circonstances, conduire à fin, entre autres un Cours à l’usage des élèves de l’artillerie, entrepris en 1755 avec Brakenhoffen ; un autre Cours d’Artillerie, dont les matériaux furent cédés à Bézout, et un Traité de Géométrie, resté inédit.